# 후안 파틸로
후안 파틸로(Juan Pattillo, 1988년 3월 12일~)는 KBL 인천 전자랜드 엘리펀츠의 포워드다.

## 수상
- 2013년 KBL 프로농구 올스타전 MVP